# Hospital Colônia de Barbacena
O Hospital Colônia de Barbacena foi um hospital psiquiátrico fundado em 12 de outubro de 1903 na cidade de Barbacena, Minas Gerais. Fazia parte de um grupo de sete instituições psiquiátricas edificadas na cidade que, segundo alguns, recebeu o epíteto de "Cidade dos Loucos" por esse motivo. Atualmente, desses sete hospitais, só três estão em funcionamento.
Foi edificado em terras da Fazenda da Caveira, propriedade de Joaquim Silvério dos Reis, inicialmente como um hospital para tuberculosos e depois como hospital psiquiátrico. Está situado numa região com clima de montanha, o que, na época, era considerada ideal para a cura da tuberculose e, por alguns médicos, como o local ideal para o tratamento de doenças psiquiátricas. O primeiro diretor da instituição foi o Dr. Joaquim Antônio Dutra. Mais tarde a designação de Hospital Colônia de Barbacena foi alterada para Centro Hospitalar Psiquiátrico de Barbacena. Atualmente é a Fundação Hospitalar do Estado de Minas Gerais (FHEMIG) que gere o hospital. O hospital foi construído na sequência da criação da Assistência aos Alienados no estado em 1900. Junto ao hospital, com uma área aproximada de 8 mil metros quadrados, foi construído na mesma época um cemitério, designado de "Cemitério da Paz". Seguiu-se à construção do Hospital Psiquiátrico do Juqueri (1895) e da Colônia Juliano Moreira.
O manicômio era formado por dezesseis pavilhões independentes, tendo cada um deles a sua função específica: Pavilhão "Zoroastro Passos" para mulheres indigentes; Pavilhão "Antônio Carlos" para homens indigentes; Pavilhão "Afonso Pena"; Pavilhão "Milton Campos"; Pavilhão "Rodrigues Caldas" e Pavilhão "Júlio Moura".
Tornou-se conhecido pelo público na década de 1980 pelo tratamento desumano que oferecia aos pacientes. O psiquiatra italiano Franco Basaglia tachou a instituição como um campo de concentração nazista. Em grandes vagões de carga, conhecidos como "trem de doido", chegavam os pacientes do Hospital Colônia, em uma época que várias linhas ferroviárias chegavam à cidade. A instituição tinha sido fundada em 1903 com capacidade para 200 leitos, mas contava com cerca de cinco mil pacientes em 1961. Para o Colônia, eram enviados "pessoas não agradáveis", como opositores políticos, prostitutas, homossexuais, mendigos, pessoas sem documentos, entre outros grupos marginalizados na sociedade. Estima-se que cerca de 70% dos pacientes não tinham diagnóstico de qualquer tipo de doença mental. No período em que houve o maior número de mortes, entre as décadas de 1960 e 1970, o que acontecia no hospital chegou a ser chamado de "Holocausto Brasileiro". Estima-se que pelo menos 60 mil pessoas tenham morrido no Hospital Colônia de Barbacena.

## Holocausto brasileiro

### O Hospital Colônia

Construção do hospital.

Pacientes, em 1921.

O Hospital Colônia de Barbacena foi fundado em 1903 e, após pouco tempo de sua inauguração, tornou-se referência nacional em Psiquiatria,[carece de fontes?] sendo procurado por diversas famílias que buscavam tratamento para seus "desajustados".
Tendo inicialmente cerca de 200 leitos, o Colônia estava operando muito acima de sua capacidade normal, contando com, em média, 5 mil pacientes por internação na década de 1950 – há um relato, do Doutor Jairo Toledo, que, em um único dia, dezessete pacientes vieram a morrer durante a madrugada, vítimas do intenso frio.[carece de fontes?]
Os pacientes, oriundos de diversos estados do Brasil, chegavam em Barbacena por trem, em vagões abarrotados, cuja condição desumana fez surgir a expressão "trem de doido" para significar viagem ao inferno.
Enquanto o plano do Hospital Colônia era primariamente atender a pessoas com transtornos mentais, o local acabou por tornar-se um campo de extermínio para aqueles que não se adequavam aos padrões normativos da época ou não atendiam aos interesses políticos de classes dominantes.

### Vida na instituição
As condições de vida dentro da instituição eram sub-humanas. O psiquiatra italiano Franco Basaglia, que teve a chance de visitá-lo em 1979, chegou a comparar o local a um campo de concentração nazista e exigiu seu fechamento imediato. O fechamento do Colônia só ocorreria anos mais tarde, durante a década de 1980. Em 1996, anos após seu fechamento, o Colônia foi reaberto, desta vez transformado no "Museu da Loucura".
É importante realçar que, dentro dos 60 mil mortos, cerca de 70% dos pacientes do Colônia não possuíam diagnóstico de transtorno psicológico algum. Muitos dos pacientes eram apenas alcoólatras, andarilhos, amantes de políticos, crianças indesejadas, epiléticos, inimigos políticos da elite local, prostitutas, homossexuais, vítimas de estupro e pessoas que simplesmente não se adequavam ao padrão normativo da época, como homens tímidos e mulheres com senso de liderança ou que não desejavam casar-se. Boa parte da população do Hospital Colônia também era da etnia negra.
Além de serem forçados a trabalhar manualmente e dormir sobre folhas, os internos ainda precisavam lidar com estupros, torturas físicas e psicológicas que eram frequentes dentro do Hospital. Pacientes eram submetidos a terapia de choque e duchas escocesas sem nenhuma razão aparente; tal tortura era aplicada com o propósito de servir apenas como castigo ou devido à perseguição oriunda de falta de afinidade entre pacientes e funcionários. Muitos não resistiam e acabavam falecendo.
Devido à superpopulação, os internos andavam parcialmente ou completamente nus e eram expostos às baixas temperaturas de Barbacena durante a noite. Em uma tentativa de sobreviver, buscavam aquecer-se dormindo em círculos, mas ainda assim muitos padeceram por conta de hipotermia.
Não existia um sistema de água encanada ou suprimento de alimentos que abastecessem o alto número de pacientes. Muitos banhavam-se ou bebiam de um esgoto a céu aberto dentro do local. Para proteger seus bebês que eram separados das mães após algum determinado tempo, grávidas cobriam a si mesmas com fezes, evitando que funcionários e outros pacientes se aproximassem. Doentes eram abandonados em seus leitos para morrer.
Crianças que cresceram dentro do Colônia jamais aprenderam a falar, ler ou escrever, e contavam com a ajuda de bons-samaritanos no local para realizar atividades mais básicas.
Em 1961, o fotógrafo Luiz Alfredo do jornal O Cruzeiro retratou a realidade dentro do Hospital por um determinado período de tempo, trazendo a público o que ocorria no interior dos muros do Colônia.
Em 1979, o jornalista Hiram Firmino publicou diversas reportagens intituladas "Nos porões da loucura", que revelavam a verdadeira loucura do que se passava no Hospital Colônia, e Helvécio Ratton realiza o filme sobre o mesmo tema intitulado Em Nome da Razão.

### Tráfico de corpos
Com o alto índice de mortalidade no Colônia, o cemitério próximo já não possuía mais espaço para comportar tantos mortos. Visando uma alternativa, funcionários corruptos encontraram no tráfico de corpos uma maneira de amenizar a situação e lucrar com isso – diversas universidades ao redor do país encomendavam os restos mortais das vítimas do Colônia para seus laboratórios anatômicos, como por exemplo a Faculdade de Medicina da Universidade de Minas Gerais. Quando a procura era baixa, os corpos eram meramente dissolvidos em ácido.

### Os sobreviventes
Até o início de 1980, cerca de 60.000 pacientes morreram. Entre estes mortos, 1.853 tiveram seus corpos vendidos para faculdades de medicina. Atualmente, 190 pacientes em situação de baixa sobrevida são tratados no Centro Hospitalar Psiquiátrico de Barbacena. Após o fechamento, seus pouquíssimos sobreviventes foram transferidos para abrigos de melhores condições e, por direito, passaram a receber indenização do Estado. Seus relatos podem ser encontrados no livro da jornalista Daniela Arbex, intitulado Holocausto Brasileiro.